# Заболотівська селищна територіальна громада
Заболотівська селищна громада — територіальна громада в Україні, у Коломийському районі Івано-Франківської області. Адміністративний центр — селище Заболотів.
Площа громади — 212,5 км², населення — 19 980 мешканців (2018).
Утворена 24 липня 2017 року шляхом об'єднання Заболотівської селищної ради та Ганьківської, Іллінецької, Олешківської, Рудниківської, Троїцької, Тростянецької, Шевченківської сільських рад Снятинського району.

## Населені пункти
До складу громади входять 1 селище (Заболотів) і 19 сіл:
- Балинці
- Борщів
- Борщівська Турка
- Бучачки
- Вишнівка
- Ганьківці
- Зібранівка
- Іллінці
- Келихів
- Любківці
- Олешків
- Рожневі Поля
- Рудники
- Трійця
- Тростянець
- Трофанівка
- Тулуків
- Хлібичин
- Шевченкове